# Charltona ariadna
Charltona ariadna là một loài bướm đêm trong họ Crambidae.